# 中村俊介 (画家)
中村 俊介(なかむら しゅんすけ、1983年 - )は、日本の現代アマチュア美術家。愛知県名古屋市出身。

## 経歴・人物
高等学校在学中の1998年、「あゆち会」に入会し、あゆち会展（名古屋市博物館）に参加 （以降毎年参加)。2001年に愛知淑徳大学文学部へ進学し、同年、あゆち会グループ展（ギャラリー無我）に参加 （以降毎年参加)した。また同年より大学卒業まで新愛知学生統合展（名古屋市博物館）に参加した。2004年には、大学4年生在学中に個展｢中村俊介展｣（ギャラリー桜山)を開催。大学卒業後の2005年にも個展「marchenica」（桜の間画廊）を開催した。近年は目立った活動は見られない。

## 主な個展・展覧会
- 「画廊コレクション展 個性きわだつ16作家たちの響宴」(東京都、あらかわ画廊、2003)
- ｢中村俊介展｣ (愛知県、ギャラリー桜山、2004)
- 「marchenica」(愛知県、桜の間画廊、2005)
- 「marchenica2」(愛知県、ギャラリー龍屋、2006)
- ｢qulqul｣（愛知県、ギャルリーくさ笛、2007 .7）
- 「GALLERY龍屋４周年記念企画展「最終会」」(愛知県、ギャラリー龍屋、2007 .12)
- 「View exhibition」(星百合絵・水谷篤史との共催。愛知県、ギャルリーくさ笛、2008)